# Xian de Fushan
Pour les articles homonymes, voir Fushan.
Le xian de Fushan (浮山县 ; pinyin : Fúshān Xiàn) est un district administratif de la province du Shanxi en Chine. Il est placé sous la juridiction de la ville-préfecture de Linfen.

## Démographie
La population du district était de 124 666 habitants en 1999.